# بيت القفري (مذيخرة)

تعديل مصدري - تعديل

بيت القفري هي إحدى قرى عزلة مذيخرة بمديرية مذيخرة التابعة لمحافظة إب، بلغ تعداد سكانها 53 نسمة حسب تعداد اليمن لعام 2004.